# مریمک (ماساچوست)
مریمک(به انگلیسی: Merrimac) شهرکی در شهرستان اسکس ایالت ماساچوست می‌باشد که در سال ۱۸۷۶ بنیان‌گذاری شده‌است. این شهرک در سرشماری سال ۲۰۱۰ میلادی، ۶٬۳۳۸ نفر جمعیت داشته‌است.

## نگارخانه

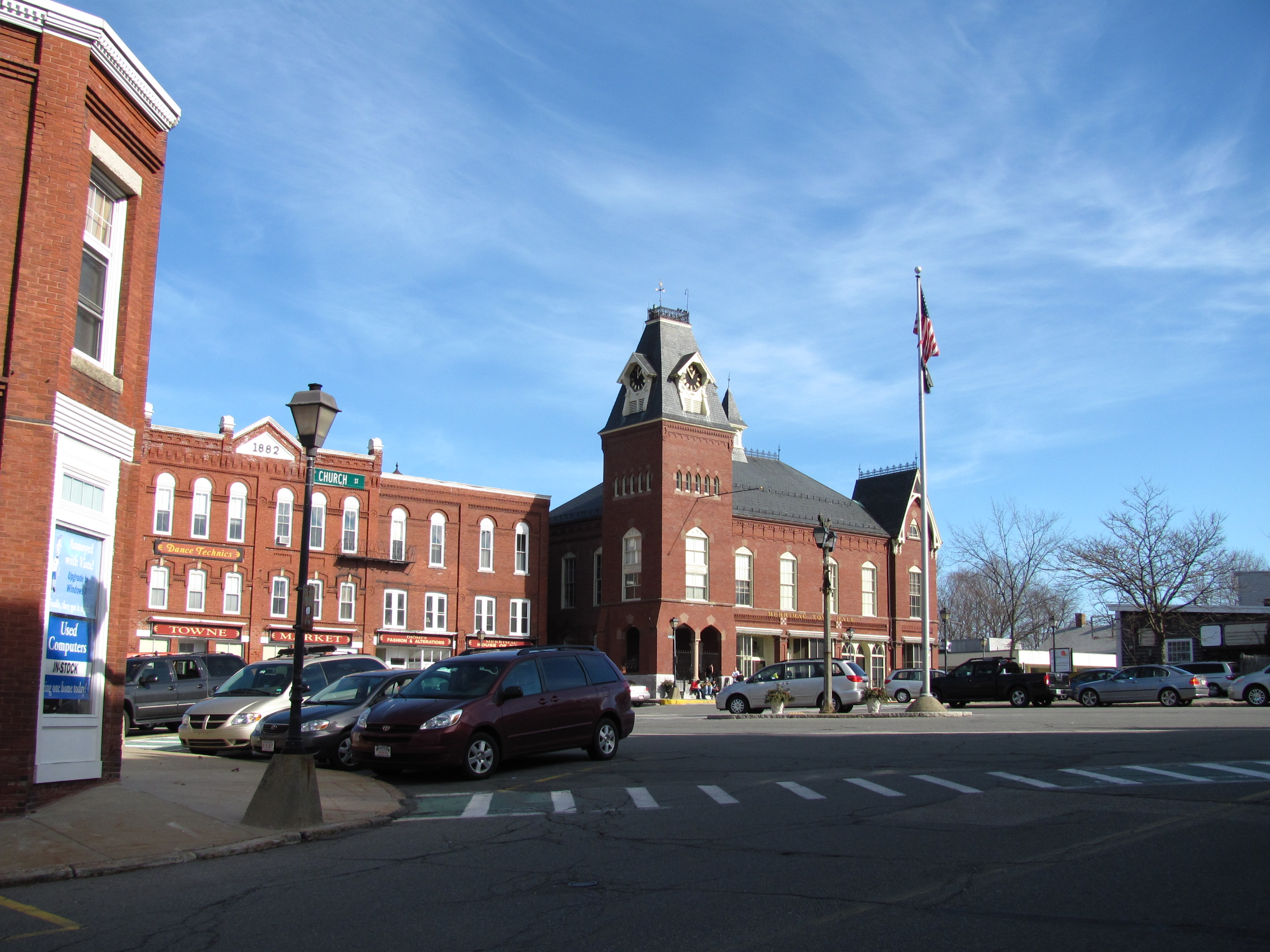
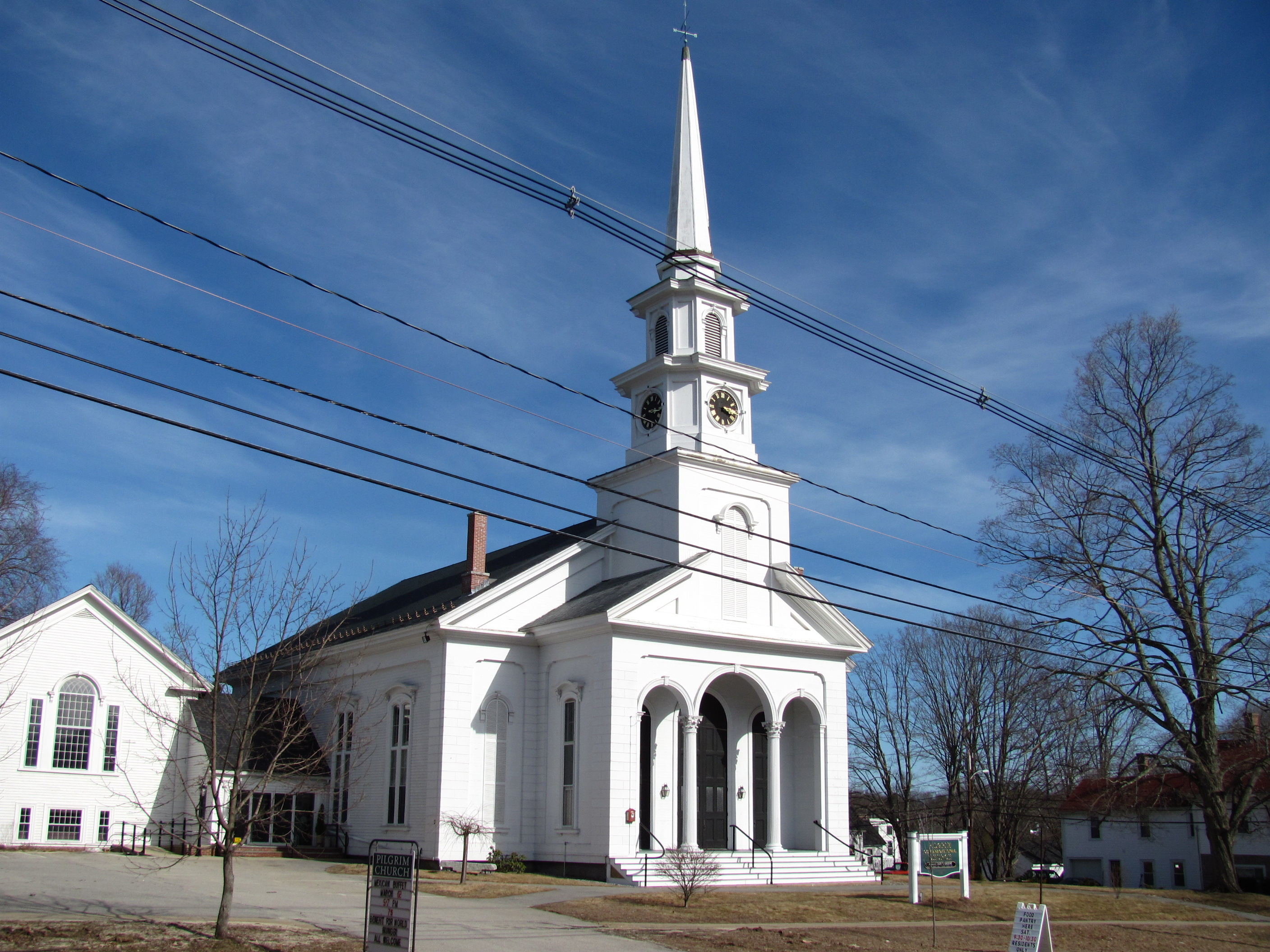
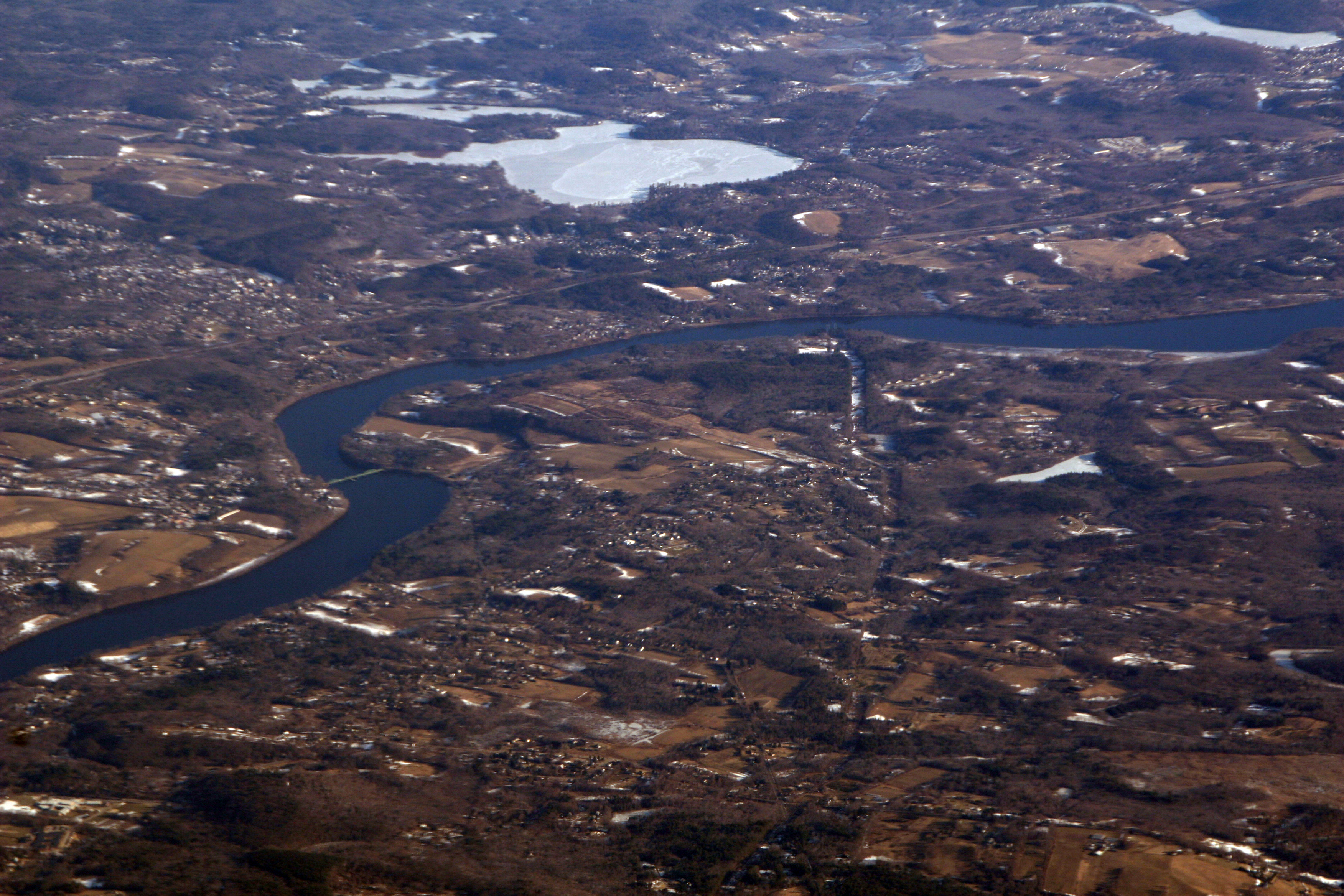